# مانتیسلو (فلوریدا)
مانتیسلو (به انگلیسی: Monticello) شهری در شهرستان جفرسون ایالت فلوریدا است که در سال ۱۸۵۹ بنیان‌گذاری شده‌است. این شهر طبق سرشماری سال ۲۰۱۰ میلادی، ۲٬۵۰۶ نفر جمعیت داشته و مساحت آن نیز ۸٫۸ کیلومتر مربع است.